# دنكان جونز
دنكان جونز (بالإنجليزية: Duncan Jones)‏ مواليد 30 مايو 1971 في لندن، إنجلترا، لـ(ديفيد بوي) و (انجيلا بوي) هو مخرج ومنتج أفلام إنجليزي بدأ نشاطه سنة 2002.

## الأعمال
- شيفرة مصدرية
- قمر

## وصلات خارجية
- دنكان جونز على موقع IMDb (الإنجليزية)
- دنكان جونز على موقع مونزينجر (الألمانية)
- دنكان جونز على موقع ألو سيني (الفرنسية)
- دنكان جونز على موقع تيرنر كلاسيك موفيز (الإنجليزية)
- دنكان جونز على موقع أول موفي (الإنجليزية)
- دنكان جونز على موقع بوكس أوفيس موجو (الإنجليزية)
- دنكان جونز على موقع قاعدة بيانات الأفلام السويدية (السويدية)
- دنكان جونز على موقع إن إن دي بي (الإنجليزية)
- دنكان جونز على موقع قاعدة بيانات الفيلم (الإنجليزية)
- دنكان جونز على موقع كينوبويسك (الروسية)